# Arthur Högstedt

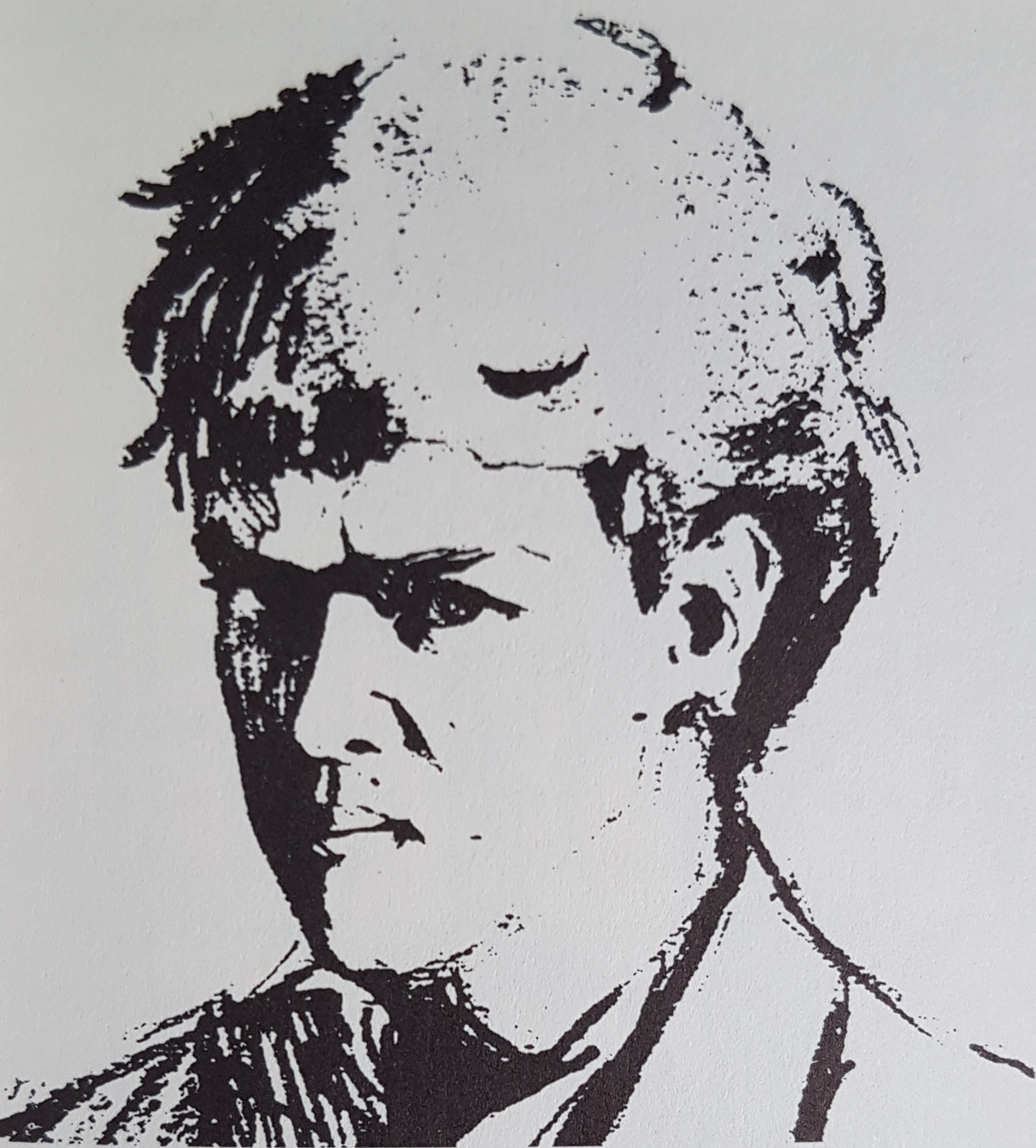
Självporträtt av Arthur Högstedt.

Karl Arthur Högstedt, född 29 augusti 1877 i Böda på Öland, död 20 april 1942 i Stockholm, var en svensk kompositör, sångtextförfattare och tecknare. 

## Bakgrund
Arthur Högstedt var son till skomakaren Carl Edward Högstedt och hans hustru Augusta Sofia. Han var litografelev 1897 men redan i konfirmationsåldern brukade han på Gustav Adolfs torg i Stockholm där han försökte sälja egna reproduktioner av den tidens stora mästare.

## Karriär - och påstådd sinnessjukdom
Högstedt medverkade kring sekelskiftet 1900 med teckningar i tidskrifterna Brand, Strix, Karbasen och Söndags-Nisse. Han slog igenom som tecknare med den prisbelönta teckningserien Vad skulle ni göra om ni blev millionär?. Arthur är även en av karaktärerna i Fogelströms ”Barn av sin stad”, där hans kamratskap med Henning och Lottens son Olof skildras. Han påstås ha drabbats av en sinnessjukdom 1904 som avbröt hans konstnärskap, och tillbringade många år av sitt liv under mentalvården.
Det hävdas även att han blev medlem i den ökända Norra klubben, där man gjorde upp planer på revolution, bombtillverkning samt talade vitt och brett om småmord.

## Eftermäle
Arthur Högstedt är i dag förmodligen mest känd för att ha skrivit text och musik till Kväsarvalsen och Kungsholmsligans paradmarsch. Han var representerad vid Konstakademiens stora handteckningsutställning 1937. I boken Alla våra skämttecknare (1976) beskrivs hans skämtteckningar som "en intensiv komisk teckningskonst, som har drag både av O.A. och de stora sinnessjuka målarna."